# トツゲキ倶楽部
トツゲキ倶楽部（とつげきくらぶ）は、2006年に横森文によって結成された日本の演劇ユニット。

## 出演した役者たち
- 横森文 -主宰・役者。作・演出を手掛ける。
- 飛葉喜文 -劇作家、脚本家。作を手掛ける。
- 亜坊 -役者（中野笑店）。
- 青木忠宏 -役者（FCプラン）。
- 市森正洋 -役者（シリアルナンバーズ）。旗揚げより参加。
- 伊藤誠吾 -役者（劇団あぁルナティックシアター）。
- 乾恭子 -役者（劇団あぁルナティックシアター）。
- 大野由加里 -役者。
- 大橋宏樹 -役者（anarchy film）。
- 大村琴重 -役者（劇団あぁルナティックシアター）。
- おかおゆき -役者。
- 岡田竜二 -役者（劇団あぁルナティックシアター）。
- 鬼塚真貴 -役者。
- 親川幸世 -役者。
- 唐沢俊一 -役者。
- 木内なおみ -役者。
- 北村清治 -役者。
- 久保広宣 -役者（カウンタックーズ）。
- 小濱晋 -役者（ジーモ・コーヨ！）。
- 小林三十朗 -役者。
- こまるゆい -役者。
- 権藤あかね -役者。
- 小林硃里 -役者。
- 坂本ちゃん -タレント。
- 佐々木輝之 -役者（劇団あぁルナティックシアター）。
- 佐竹リサ -役者。
- 白石悠佳 -役者（Theatre劇団子）。
- 助川玲 -役者。
- 添野豪 -役者（アシカツ）。
- 高橋優都子 -役者。
- 高橋亮次 -役者。
- 高見こころ -役者。
- 宝田雅資 -役者。
- 大至伸行 -歌手。
- 丁田政二郎 -役者。
- 塚本健一 -役者（マグネシウムリボン）。
- 仲澤剛志 -役者。
- 中谷奈津子 -役者。
- 中野順二 -役者。
- 萩原幹大 -役者（劇団あぁルナティックシアター）。
- 樋口かずえ -役者。
- 堀口幸恵 -役者。（劇団アルターエゴ）。
- 前田綾香 -役者。
- 松山幸次 -役者。
- 水澤瑤子 -役者。
- 南かおり -役者。
- 森友美子 -役者。２人組ユニットバンドYUMISEXのヴォーカル。
- 渡辺一哉 -役者。
- 和田裕太 -役者。

## 公演記録
- 2006/05　第一回 『狂い咲きヴァージンロード』
- 2007/05　第二回 『いとしきキヲク』
- 2008/01　第三回 『FIREBALL EXPERIENCE』
- 2008/05　第四回 『ゴドーを待ちながらを待ちながら』
- 2008/12　SIDE B Vol.1『ゆれるおもひで』
- 2009/05　第五回 『いつも心に怪獣を』
- 2009/10　第六回 『フェイクトシングルアクセルソニックリバース』
- 2010/06　SIDE B Vol.2 『迷子の迷子のおまわりさん』
- 2011/02　第七回 『リ：ライト　〜イトシキキヲク〜』
- 2011/11　第八回 『僕の部屋は戦場になった。』
- 2012/06　第九回 『サプライズにもほどがある』
- 2012/10予定　第十回 『タナカSUMMER』